# ورل يمني
ورل يمني (الاسم العلمي: Varanus yemenensis)، نوع من الورل يعيش في اليمن وجنوب غرب السعودية.

## الاكتشاف
على الرغم من أن النوع وصف لأول مرة في عام 1988 بواسطة فولفغانغ بوهمه. تحت اسم Varanus yemensis، جُمعت عيناته منذ أواخر القرن التاسع عشر وحُفظت في المتحف البريطاني في عام 1903. ومع ذلك، كان يُظن أنه قد تم تسميتها بشكل خاطئ وأنها جاءت بالفعل من إفريقيا. أُكتشفت بطريقة غريبة: قبل عامين من الوصف الأول، تعرف فولفغانغ بوهمه على نوع غير موصوف حتى الآن من عظاءة الورل التي صورت في فيلم وثائقي تلفزيوني عن الطبيعة في اليمن. بعد بضعة أشهر، أُحضرت 8 عينات من القسائم إلى أوروبا. عينة النموذج النوعي هو ZFMK 46500، وهو شبه بالغ.

## التوزيع
يقطن الورل اليمني بشكل رئيسي في تهامة، وفي الساحل الجنوبي الغربي لشبه الجزيرة العربية من تعز والخبر إلى الجنوب من وادي مربعات وسفوح سلسلة الجبال الجنوبية الغربية العربية. يوجد على ارتفاعات من 300 إلى 1800 متر ولا يوجد في الأراضي المنخفضة الساحلية. تعيش بشكل رئيسي في مناطق شبيهة بالسافانا أو في غابات الوَهْدة، وتتكون التربة التي يوجد بها في الغالب من الرمال والحجارة.

## الوصف
الورل اليمني قوي البنية ويصل طوله إلى 115 سم.الأنف، صدغي وجداري المنطقة متورمة، فتحة الأنف شبه مائلة والانف يقع أمام العينين مباشرة. الورل اليمني هو بني داكن ومخطط بخطوط أكثر أو أقل وضوحًا حسب الفرد. يحتوي الذيل أيضًا على خطوط داكنة، وهو مضغوط بشدة من والجوانب ولهُ قمة متوسطة. السمة المميزة للورل اليمني هي الخطوط الصفراء اللافتة للنظر فوق الخطم. بالنسبة للعينات المأخوذة من المرتفعات القريبة من تعز هي سوداء الخطوط.

## الموئل
غالبًا ما يعيش الوورل اليمني بالقرب من المياه الضحلة أو في مجاري الأنهار الجافة. خلال الموسم الأكثر جفافاً من العام في الأشهر من يناير إلى مارس، قد يقل نشاطة أو حتى يتوقف.

## السلوك
يحفر جحور عميقة تحت الصخور وجذوع الأشجار. وهو سهل الانقياد نسبيًا في الأسر.
يتكون نظامه الغذائي في الغالب من اللافقاريات مثل القواقع والحشرات، وخاصة الخنافس. من المفترض أن يصيد الفريسة الفقارية الكبيرة أيضًا عند حصولة على الفرصة.